# Theodor Schenk
Theodor Schenk (* 15. September 1897 in Münsingen; † 18. Juni 1945 in Schorndorf) war ein württembergischer Landrat.

## Leben und Werk
Der Sohn eines Landgerichtsdirektors studierte Rechtswissenschaften in München und Tübingen, dort gehörte er der Turnerschaft Hohenstaufia Tübingen an. 1921 und 1923 legte er die höheren Justizdienstprüfungen ab, er wurde 1923 in München promoviert. 1924 trat er in die württembergische Innenverwaltung ein und wurde Amtmann beim Oberamt Heidenheim. 1927 wurde Theodor Schenk in den bayerischen Staatsverwaltungsdienst abgeordnet und beim Bezirksamt Traunstein und im Innenministerium eingesetzt. 1930 kehrte er in die württembergische Verwaltung zurück und war Hilfsberichterstatter beim Innenministerium in Stuttgart. 1932 ging er als Regierungsrat zum Polizeipräsidium Stuttgart. Im August 1933 kam er als Oberamtmann mit der Dienstbezeichnung Landrat nach Schorndorf. 1936 wechselte er ins Wirtschaftsministerium und wurde dort Oberregierungsrat, ab 1939 war er zugleich Abteilungsleiter im Landesernährungsamt. 1944 wurde die Ernennung von Theodor Schenk zum Regierungsdirektor von Reichsstatthalter in Württemberg Wilhelm Murr abgelehnt.  